# Tony Award ai migliori costumi
Il Tony Award ai migliori costumi (Tony Award for Best Costume Design) è un riconoscimento teatrale presentato dal 1947 che viene consegnato ai migliori costumista che hanno lavorato per uno spettacolo musicale o di prosa a Broadway. Nel 1961 e dal 2005 in poi il premio è stato diviso in due categorie: Migliori costumi in uno spettacolo e Migliori costumi in un musical.

## Tony Award ai migliori costumi

### Vincitori e candidati

#### Anni 1940
1947: Lucinda Ballard – Happy Birthday / L'altra parte della foresta / Street Scene / John Loves Mary / The Chocolate Soldier 

1948 Mary Percy Schenck – The Heiress 

1949: Lemuel Ayers – Kiss Me, Kate

#### Anni 1950
- 1950: Aline Bernstein – Regina
- 1951: Miles White – Bless You All
- 1952: Irene Sharaff – The King and I
- 1953: Miles White – Hazel Flagg
- 1954: Richard Whorf – Ondine
- 1955: Cecil Beaton – Quadrille

1956: Alvin Colt – Pipe Dream
- Mainbocher – The Great Sebastians
- Alvin Colt – The Lark / Phoenix '55 / Pipe Dream
- Hélène Pons – Il diario di Anna Frank / Heavenly Twins / A View from the Bridge

1957: Cecil Beaton – My Fair Lady
- Cecil Beaton – Little Glass Clock / My Fair Lady
- Alvin Colt – Li'l Abner / The Sleeping Prince
- Dorothy Jeakins – Il maggiore Barbara / Too Late the Phalarope
- Irene Sharaff – Candide / Happy Hunting / Shangri La / Small War on Murray Hill

1958: Motley Theatre Design Group – The First Gentleman
- Lucinda Ballard – Orpheus Descending
- Motley Theatre Design Group – Look Back in Anger / Look Homeward, Angel / Shinbone Alley / The Country Wife / The First Gentleman
- Irene Sharaff – West Side Story
- Miles White – Jamaica / Time Remembered / Oh, Captain!

1959: Rouben Ter-Arutunian – Redhead
- Castillo – Goldilocks
- Dorothy Jeakins – The World of Suzie Wong
- Oliver Messel – Rashomon
- Irene Sharaff – Flower Drum Song

#### Anni 1960
1960: Cecil Beaton – Saratoga
- Alvin Colt – Greenwillow
- Raoul Penè Du Bois – Gypsy: A Musical Fable
- Miles White – Take Me Along

1962: Lucinda Ballard – The Gay Life
- Donald Brooks – No Strings
- Motley Theatre Design Group – Kwamina
- Miles White – Milk and Honey

1963: Anthony Powell – The School for Scandal
- Marcel Escoffier – The Lady of the Camellias
- Robert Fletcher – Little Me
- Motley Theatre Design Group – Mother Courage and Her Children

1964: Freddy Wittop – Hello, Dolly!
- Irene Sharaff – The Girl Who Came to Supper
- Beni Montresor – Marco Millions
- Rouben Ter-Arutunian – Arturo Ui

1965: Patricia Zipprodt – Fiddler on the Roof
- Jane Greenwood – Tartuffe
- Motley Theatre Design Group – Baker Street
- Freddy Wittop – The Roar of the Greasepaint - The Smell of the Crowd

1966: Gunilla Palmstierna-Weiss – Marat/Sade
- Loudon Sainthill[2] – The Right Honourable Gentleman
- Howard Bay / Patton Campbell – Man of La Mancha
- Irene Sharaff – Sweet Charity

1967: Patricia Zipprodt – Cabaret
- Nancy Potts – The Wild Duck / The School for Scandal
- Tony Walton – The Apple Tree
- Freddy Wittop – I Do! I Do!

1968: Desmond Heeley – Rosencrantz and Guildenstern Are Dead
- Jane Greenwood – More Stately Mansions
- Irene Sharaff – Hallelujah, Baby!
- Freddy Wittop – The Happy Time

1969: Loudon Sainthill – Canterbury Tales
- Michael Annals – Morning, Noon and Night
- Robert Fletcher – Hadrian VII
- Patricia Zipprodt – Zorba the Greek

#### Anni 1970
1970: Cecil Beaton – Coco
- Ray Aghayan – Applause
- W. Robert Lavine – Jimmy
- Freddy Wittop – A Patriot for Me

1971: Raoul Pene Du Bois – No, No, Nanette
- Jane Greenwood – Hay Fever / Les Blancs
- Freddy Wittop – Lovely Ladies, Kind Gentlemen

1972: Florence Klotz – Follies
- Theoni V. Aldredge – Two Gentlemen of Verona
- Randy Barcelo – Jesus Christ Superstar
- Carrie F. Robbins – Grease

1973: Florence Klotz – A Little Night Music
- Theoni V. Aldredge – Much Ado About Nothing
- Miles White – Tricks
- Patricia Zipprodt – Pippin

1974: Franne Lee – Candide
- Theoni V. Aldredge – The Au Pair Man
- Finlay James – Crown Matrimonial
- Oliver Messel – Gigi
- Carrie F. Robbins – Over Here!

1975: Geoffrey Holder – The Wiz
- Arthur Boccia – Where's Charley?
- Raoul Penè Du Bois – Doctor Jazz
- Willa Kim – Goodtime Charley
- Tanya Moiseiwitsch – The Misanthrope
- Patricia Zipprodt – Mack and Mabel

1976: Florence Klotz – Pacific Overtures
- Theoni V. Aldredge – A Chorus Line
- Ann Roth – The Royal Family
- Patricia Zipprodt – Chicago

1977: Theoni V. Aldredge – Annie
Santo Loquasto – The Cherry Orchard
- Theoni V. Aldredge – The Threepenny Opera
- Nancy Potts – Porgy and Bess

1978: Edward Gorey – Dracula
- Halston – The Act
- Geoffrey Holder – Timbuktu!
- Willa Kim – Dancin'

1979: Franne Lee – Sweeney Todd
- Theoni V. Aldredge – Ballroom
- Ann Roth – The Crucifer of Blood
- Julie Weiss – The Elephant Man

#### Anni 1980
1980: Theoni V. Aldredge – Barnum
- Pierre Balmain – Happy New Year
- Timothy O'Brien / Tazeena Firth – Evita
- Raoul Penè Du Bois – Sugar Babies

1981: Willa Kim – Sophisticated Ladies
- Theoni V. Aldredge – 42nd Street
- John Bury – Amadeus
- Franca Squarciapino – Can-Can

1982: William Ivey Long – Nine
- Theoni V. Aldredge – Dreamgirls
- Jane Greenwood – Medea
- John Napier – The Life and Adventures of Nicholas Nickleby

1983: John Napier – Cats
- Lindy Hemming – All's Well That Ends Well
- Rita Ryack – My One and Only
- Patricia Zipprodt – Alice in Wonderland

1984: Theoni V. Aldredge – La Cage aux Folles
- Jane Greenwood – Heartbreak House
- Anthea Sylbert – The Real Thing
- Patricia Zipprodt / Ann Hould-Ward – Sunday in the Park with George

1985: Florence Klotz – Grind
- Patricia McGourty – Big River
- Alexander Reid – Cyrano de Bergerac
- Alexander Reid – Much Ado About Nothing

1986: Patricia Zipprodt – Sweet Charity
- Willa Kim – Song and Dance
- Beni Montresor – The Marriage of Figaro
- Ann Roth – The House of Blue Leaves

1987: John Napier – Starlight Express
- Bob Crowley – Les Liaisons Dangereuses
- Ann Curtis – Me and My Girl
- Andreane Neofitou – Les Misérables

1988: Maria Björnson – The Phantom of the Opera
- Ann Hould-Ward – Into the Woods
- Eiko Ishioka – M. Butterfly
- Tony Walton – Anything Goes

1989: Claudio Segovia / Hector Orezzoli – Black and Blue
- Jane Greenwood – Our Town
- Willa Kim – Legs Diamond
- William Ivey Long – Lend Me a Tenor

#### Anni 1990
1990: Santo Loquasto – Grand Hotel
- Theoni V. Aldredge – Gypsy: A Musical Fable
- Florence Klotz – City of Angels
- Erin Quigley – The Grapes of Wrath

1991: Willa Kim – The Will Rogers Follies
- Theoni V. Aldredge – The Secret Garden
- Judy Dearing – Once on This Island
- Patricia Zipprodt – Shogun: The Musical

1992: William Ivey Long – Crazy for You
- Jane Greenwood – Two Shakespearean Actors
- Toni-Leslie James – Jelly's Last Jam
- Joe Vanek – Dancing at Lughnasa

1993: Florence Klotz – Kiss of the Spider Woman
- Jane Greenwood – The Sisters Rosensweig
- Erin Quigley – The Song of Jacob Zulu
- David C. Woolard – The Who's Tommy

1994: Ann Hould-Ward – Beauty and the Beast
- David Charles / Jane Greenwood – She Loves Me
- Jane Greenwood – Passion
- Yan Tax – Cyrano: The Musical

1995: Florence Klotz – Show Boat
- Jane Greenwood – The Heiress[3]
- Stephen Brimson Lewis – Indiscretions
- Anthony Powell – Sunset Boulevard

1996: Roger Kirk – The King and I
- Jane Greenwood – A Delicate Balance
- Allison Reeds – Buried Child
- Paul Tazewell – Bring in 'da Noise/Bring in 'da Funk

1997: Judith Dolan – Candide
- Ann Curtis – Jekyll & Hyde, il musical
- William Ivey Long – Chicago
- Martin Pakledinaz – The Life

1998: Julie Taymor – The Lion King
- William Ivey Long – Cabaret
- Santo Loquasto – Ragtime
- Martin Pakledinaz – Golden Child

1999: Lez Brotherston – Swan Lake
- Santo Loquasto – Fosse
- John David Ridge – Ring Round the Moon
- Catherine Zuber – La dodicesima notte

#### Anni 2000
2000: Martin Pakledinaz – Kiss Me, Kate
- Bob Crowley – Aida
- Constance Hoffman – The Green Bird
- William Ivey Long – The Music Man

2001: William Ivey Long – The Producers
- Theoni V. Aldredge – Follies
- Roger Kirk – 42nd Street
- David C. Woolard – The Rocky Horror Show

2002: Martin Pakledinaz – Thoroughly Modern Millie
- Jenny Beavan – Private Lives
- Susan Hilferty – Into the Woods
- Jane Greenwood – Morning's at Seven

2003: William Ivey Long – Hairspray
- Gregg Barnes – Flower Drum Song
- Catherine Martin / Angus Strathie – La bohème
- Catherine Zuber – Dinner at Eight

2004: Susan Hilferty – Wicked
- Jess Goldstein – Henry IV
- Mike Nicholls / Bobby Pearce – Taboo
- Mark Thompson – Bombay Dreams

### Divisi in spettacolo/musical

#### Migliori costumi in uno spettacolo
1961: Motley Theatre Design Group – Becket
- Theoni V. Aldredge – The Devil's Advocate
- Raymond Sovey – All the Way Home

2005: Jess Goldstein – The Rivals
- Jane Greenwood – Chi ha paura di Virginia Woolf?
- William Ivey Long – A Streetcar Named Desire
- Constanza Romero – Gem of the Ocean

2006: Catherine Zuber – Awake and Sing!
- Michael Krass – The Constant Wife
- Santo Loquasto – A Touch of the Poet
- Catherine Zuber Seascape

2007: Catherine Zuber – The Coast of Utopia
- Jane Greenwood – Heartbreak House
- Santo Loquasto – Inherit the Wind
- Ti Green / Melly Still – Coram Boy

2008: Katrina Lindsay - Les Liaisons Dangereuses
- Gregory Gale - Cyrano de Bergerac
- Rob Howell - Boeing Boeing
- Peter McKintosh - The 39 Steps

2009: Anthony Ward - Mary Stuart
- Dale Ferguson - Exit the King
- Jane Greenwood - Waiting for Godot
- Martin Pakledinaz - Blithe Spirit

2010: Catherine Zuber - The Royal Family
- Martin Pakledinaz - Lend Me a Tenor
- Constanza Romero - Fences
- David Zinn - In the Next Room (or The Vibrator Play)

2011: Desmond Heeley - The Importance of Being Earnest
- Jess Goldstein - The Merchant of Venice
- Mark Thompson - La Bête
- Catherine Zuber - Born Yesterday

#### Migliori costumi in un musical
1961: Adrian / Tony Duquette – Camelot
- Rolf Gérard – Irma La Douce
- Cecil Beaton – Tenderloin

2005: Catherine Zuber – The Light in the Piazza
- Tim Hatley – Monty Python's Spamalot
- Junko Kushino – Pacific Overtures
- William Ivey Long – La Cage aux Folles

2006: Gregg Barnes – The Drowsy Chaperone
- Susan Hilferty – Lestat
- Martin Pakledinaz – The Pajama Game
- Paul Tazewell – The Color Purple

2007: William Ivey Long – Grey Gardens - Dive per sempre
- Bob Crowley – Mary Poppins
- Susan Hilferty – Spring Awakening
- Gregg Barnes – Legally Blonde: The Musical

2008: Catherine Zuber - South Pacific
- David Farley - Sunday in the Park with George
- Martin Pakledinaz - Gypsy
- Paul Tazewell - In the Heights

2009: Tim Hatley - Shrek the Musical
- Gregory Gale - Rock of Ages
- Nicky Gillibrand - Billy Elliot the Musical
- Michael McDonald - Hair

2010: Marina Draghici - Fela!
- Paul Tazewell - Memphis
- Matthew Wright - La Cage aux Folles

2011: Tim Chappel & Lizzy Gardiner - Priscilla Queen of the Desert
- Martin Pakledinaz - Anything Goes
- Ann Roth - The Book of Mormon
- Catherine Zuber - How to Succeed in Business Without Really Trying

## Curiosità
Nel 2010 il costumista Santo Loquasto ha ricevuto una nomination al Tony Award ai migliori costumi per il suo lavoro nel musical Ragtime. Loquasto, che era già stato nominato al Tony in questa categoria per lo stesso musical nel 1998, fu in seguito eliminato dalla lista dei nominati, poiché si è scoperto che aveva riciclato i costumi da una sua precedente produzione. Al suo posto non fu candidato nessun altro costumista.